# Matthew John Rinaldo

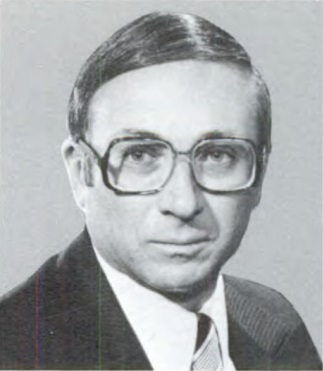
Matthew John Rinaldo (1981)

Matthew John Rinaldo (* 1. September 1931 in Elizabeth, New Jersey; † 13. Oktober 2008 in West Caldwell, New Jersey) war ein US-amerikanischer Politiker.
Rinaldo studierte an der Rutgers University in New Brunswick, New Jersey und erhielt dort 1953 seinen Bachelor of Science. 1959 erwarb er an der Graduate School of Business Administration der Seton Hall University seinen Master of Business Administration. 1979 folgte sein Doctor of Public Administration an der School of Public Administration der New York University.
Rinaldo gehörte von 1967 bis 1972 dem Senat von New Jersey an. Danach wurde er als Republikaner in den Kongress gewählt und vertrat dort 20 Jahre lang, vom 3. Januar 1973 bis zum 3. Januar 1993, zunächst den zwölften und später den siebten Wahlbezirk des Bundesstaates New Jersey im US-Repräsentantenhaus. Bei den Wahlen zum 103. Kongress kandidierte er nicht für eine weitere Amtszeit.